# Симоничи
Симоничи (бел. Сіманічы) — агрогородок (с 2009 года), центр Симоничского сельсовета Лельчицкого района Гомельской области Беларуси.
На севере национального парка «Припятский» (до 1996 года Припятский ландшафтно-гидрологический заповедник). востоке урочище Заружье, на западе урочища Буда и Кадета.

## География

### Расположение
В 23 км на северо-запад от Лельчиц, 75 км от железнодорожной станции Ельск (на линии Калинковичи — Овруч), 238 км от Гомеля.

### Гидрография
На реке Свиновод (приток реки Припять), на востоке мелиоративный канал и река Шушеровка (приток реки Свиновод).

## Транспортная сеть
На автодороге Туров — Лельчицы. Планировка состоит из 2 разделённых рекой частей: западной (к длинной, почти прямолинейной, ориентированной с юго-запада на северо-восток улице присоединяется короткая улица, ориентированная с юго-востока на северо-запад) и восточной (дугообразная улица, ориентированная с юго-запада на северо-восток). Застройка преимущественно деревянная, жилые дома усадебного типа.

## История
Согласно письменным источникам известна с XVI века как деревня Симоновичы в Мозырском повете Минского воеводства Великого княжества Литовского. С 1520 года во владении Туровской епископской кафедры.
После 2-го раздела Речи Посполитой (1793 год) в составе Российской империи. Действовала Параскеевская церковь (в ней хранились метрические книги с 1806 года). В 1824 году вместо обветшавшего построено новое деревянное здание церкви. В 1850 году владение Вишневецкого. В 1864 году открыто народное училище. Обозначена на карте 1866 года, которая использовалась Западной мелиоративной экспедицией, работавшей на землях помещика В. Г. Рыбникова в 1890-е годы. Согласно переписи 1897 года действовали церковно-приходская школа, хлебозапасный магазин, кузница, магазин, трактир, в Лельчицкой волости Мозырского уезда Минской губернии. В 1908 году рядом находился фольварк.
С 20 августа 1924 года центр Симоничского сельсовета Лельчицкого, с 25 декабря 1962 года Мозырского, с 6 января 1965 года Лельчицкого районов Мозырского (до 26 июля 1930 года и с 21 июня 1935 года по 20 февраля 1938 года) округа, с 20 февраля 1938 года Полесской, с 8 января 1934 года Гомельской областей.
В 1930 году организован колхоз «Прогресс», работала кузница. Во время Великой Отечественной войны в январе 1943 года оккупанты сожгли деревню и убили 9 жителей. За время оккупации каратели убили 108 жителей. Освобождена 23 января 1944 года. Вместе из частями Красной Армии в освобождении деревни участвовала Лельчицкая партизанская бригада. В центре около здания исполкома сельского Совета похоронены 10 советских солдат, которые погибли в боях за деревню. Согласно переписи 1959 года центр колхоза «Прогресс». Расположены лесничество, швейная и сапожная мастерские, средняя школа, Дом культуры, библиотека, аптека, больница, детские ясли-сад, отделение связи, ветеринарный участок, столовая, 3 магазина.

## Население

### Численность
- 2004 год — 342 хозяйства, 852 жителя.

### Динамика
- 1850 год — 53 двора.
- 1885 год — 68 дворов, 376 жителей.
- 1897 год — 122 двора, 778 жителей (согласно переписи).
- 1908 год — 154 двора, 848 жителей.
- 1917 год — в селе и фольварке 1072 жителя.
- 1925 год — 195 дворов.
- 1940 год — 245 дворов 1206 жителей.
- 1959 год — 1275 жителей (согласно переписи).
- 2004 год — 342 хозяйства, 852 жителя.

## События и мероприятия
- Фестиваль «Медовый фальварок» (18 мая 2025).